# Szantyr II

Herb Szantyr cz. Pobóg odm.

Szantyr – polski herb szlachecki, odmiana herbu Pobóg. Istnieje inny herb szlachecki o takiej samej nazwie: Szantyr, odmiana herbu Lubicz.

## Opis herbu
Herb, zgodnie ze współczesnymi zasadami blazonowania, można opisać następująco:
Na tarczy dwupolowej, dzielonej w pas, w polu górnym błękitnym podkowa złota ze srebrnym krzyżem w środku. W polu dolnym złotym Rawicz zwykły.
Wedł. T. Chrząńskiego w polu górnym podkowa srebrna.
Klejnot: nad hełmem w koronie trzy pióra strusie.
Labry: błękitne, podbite złotem.

## Herbowni
Herb ten, jako herb własny, był używany tylko przez jedną rodzinę herbownych:
Szantyr (na Litwie)